# Erling Lae
Erling Lae (nascido em 16 de março de 1947) é um político norueguês do Partido Conservador.
Nasceu em Oslo, é um cand.philol. pela educação e anteriormente trabalhou como jornalista. Durante 4 anos, foi assessor político (1981-1985) no Ministério de Assuntos do Consumidor e Administração . Foi eleito para o conselho municipal de Oslo em 1991. Em 1997 e 2000, foi comissário da cidade. De 2000 a 2009, ele foi o prefeito de Oslo. Enquanto prefeito, chefiou o poder executivo do governo da cidade na capital da Noruega.
Foi vice-líder do Partido Conservador de 2008 a 2010. Em 2010, ele foi anunciado como o novo governador do condado de Vestfold, sucedendo Mona Røkke . Ele foi sucedido em junho de 2016 pelo segundo vice-líder do Partido do Progresso, Per Arne Olsen .
Lae é abertamente gay, e foi nomeado o homem homossexual mais poderoso da Noruega por três anos consecutivos pelo site gay Gaysir, de 2006 a 2008. Ele é casado com Jens Torstein Olsen, um pastor luterano, com quem viveu por 26 anos antes do casamento entre pessoas do mesmo sexo ser legalizado na Noruega em 2009. Em 2009, no mês de junho, Lae e seu marido viajaram para Vilnius, Lituânia, para protestar contra o prefeito de Vilnius,  lt condenou as paradas do orgulho gay no centro da cidade, juntamente com o governo da Lituânia que aprovou uma lei que proíbe a "publicidade homossexual".